# リチャード・H・リーデル
リチャード・H・リーデル（Richard H. Riedel、1904年4月5日 - 1960年3月18日）はアメリカ合衆国のアートディレクター、美術監督。
アカデミー賞にてアカデミー美術賞を第32回にノミネートした。